# مايكل غرين (لاعب كرة سلة مواليد 1985)
مايكل غرين (بالإنجليزية: Michael Green)‏ مواليد 23 يونيو 1985 في فيلادلفيا، هو لاعب كرة سلة أمريكي. بدأ مسيرته الاحترافية في سنة 2008. يلعب مع نادي كارشياكا لكرة السلة في الدوري التركي لكرة السلة كلاعب هجوم خلفي. يبلغ طوله 6 قدم 1 بوصة (1.9 م).

## المسيرة الاحترافية
لعب مع بالاكانسترو كانتو في الدوري الإيطالي في موسم 2010–2011، ثم لعب مع بالاكانسترو فاريزي في موسم 2012–2013، ثم لعب مع خيمكي في الدوري الروسي في موسم 2013–2014، ثم لعب مع باريس لوفالوا في الدوري الفرنسي في موسم 2014–2015، ثم لعب مع رير فينيزيا مستري في موسم 2015–2016، ثم لعب مع نادي كارشياكا لكرة السلة في سنة 2016.

## روابط خارجية
- مايكل غرين على موقع الدوري الأوروبي لكرة السلة (الإنجليزية)
- مايكل غرين على موقع كرة السلة الأوروبية.كوم (الإنجليزية)
- مايكل غرين على موقع كلية كرة السلة في سبورتس رفرنس.كوم (الإنجليزية)
- مايكل غرين على موقع ريلجم (الإنجليزية)
- مايكل غرين على موقع بروبوليرز (الإنجليزية)
- مايكل غرين على موقع سبورتس رفرنس (الإنجليزية)